# Castell de Monmouth
El Castell de Monmouth és un castell de la població de Monmouth, al sud-est de Gal·les.
Està situat a prop del centre de Monmouth, a un turó sobre el riu Monnow, darrere les botigues i la plaça i carrers principals. Va ser un important castell fronterer, i lloc de naixement d'Enric V d'Anglaterra. Durant la Guerra Civil Anglesa va ser danyat, canviant de propietari tres vegades fins que va ser demolit deliberadament el 1647 per a impedir el seu ús com a fortificació. L'indret va ser reutilitzat, i es va construir la Great Castle House, que esdevindria la seu i més tard també museu del Royal Monmouthshire Royal Engineers.

## Orígens

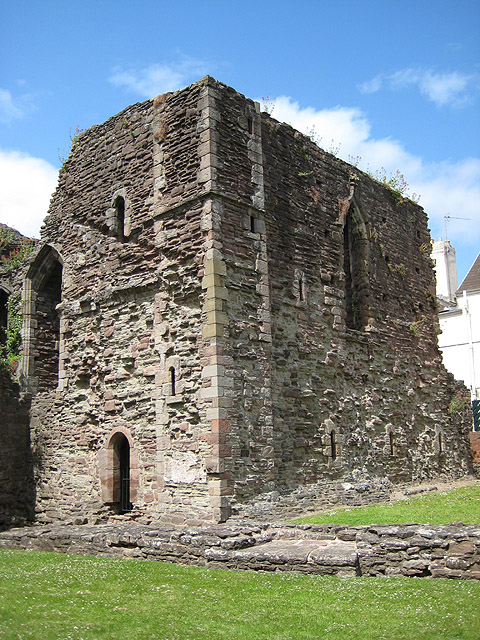
Ruïnes de la Gran Torre.

Després de la Conquesta normanda d'Anglaterra el 1066, Guillem el Conqueridor va crear tres comtats nomenant com a Earl a tres dels seus confidents de més confiança: Hugh d'Avranches, comte de Chester, Roger de Montgomerie, comte de Shrewsbury i William FitzOsbern, comte de Hereford.
Els comtats servien per protegir la frontera i com a base per a la Invasió de Gal·les. Durant els següents quatre segles, els nobles normands van establir diferents marques entre els rius Dee i Severn, i cap a l'oest. Diferents expedicions militars van marxar des de Normandia cap a Gal·les, atacant l'àrea de Gal·les i fortificant-la per protegir el territori concedit als seus aliats.
William FitzOsbern va fer construir el Castell de Monmouth entre 1066 i 1069 com a suport del Castell de Chepstow.
El castell estava situat en un indret elevat i estratègic al poder controlar la confluència entre els rius Monnow i Wye. Originalment, era una fortalesa defensiva de fusta que estava registrada al Llibre de Domesday.
Inicialment, Monmouth era un castell fronterer típic de les marques gal·leses, presidit per un Marcher Lord i similar en estil i estatus als altres castells de la rodalia com el de Grosmont, Skenfrith, Castell de White i Albergavenny. Abans del 1150 es reemplaçà la fusta de la fortalesa per pedra. La seva torre comparteix algunes similituds amb la de Cheptow,
una altra fortalesa construïda per FitzOsbern més al sud, a l'extrem sud del riu Wye.

## Expansió i ús posterior

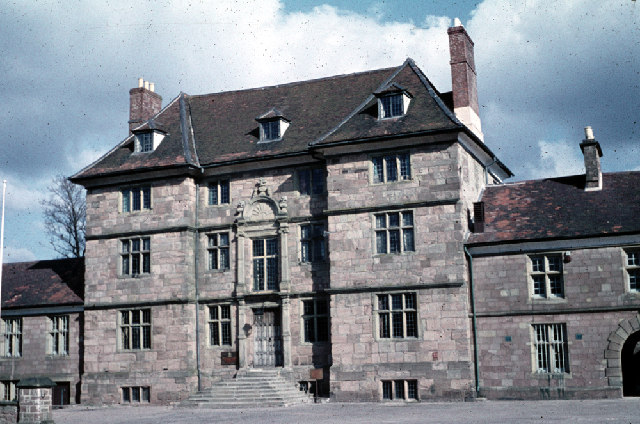
La Great Castle House, edificada a l'indret on s'aixecava el castell.

Després d'un breu període sota el control de Simó de Montfort, comte de Leicester, el castell va esdevenir propietat d'Edmund el Geperut, també comte de Leicester i fill d'Enric III el 1267. Ell va restaurar el castell, construint el rebedor i fent-lo la seva residència principal en la zona. Va ser també modificat per Enric de Grosmont. Durant aquest període es van instal·lar grans finestres decorades a la part superior de la Gran Torre i un nou sostre. Mentre la població de Monmouth creixia al voltant del castell, les defenses d'aquests van augmentar amb una muralla i el pont fortificat, construït al final del segle xiii.
Eduard II va ser empresonat breument al castell abans de ser enviat al Castell de Berkeley on va morir. El castell va ser la residència preferida d'Enric IV, i on va néixer el seu fill, el futur Enric V d'Anglaterra.
La confusió i el conflicte que va patir Gal·les durant els deu anys de la rebel·lió del príncep Owain Glyndŵr no va afectar directament el Castell de Monmouth, a diferència d'altres castells de la regió.

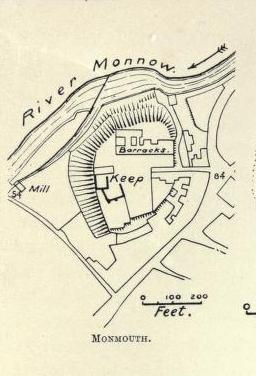
Plànol del castell, tal com era el 1904.

Segles després, al reduir-se la seva funció defensiva, el castell de mota i pati exterior es va utilitzar com a mercat, començant a ser conegut com la Plaça d'Agincourt, nom amb què es coneix actualment. Durant el segle xvi, quan Monmouth va esdevenir la capital del nou comtat de Monmouthshire, les corts criminals conegudes com a assizes van començar a celebrar-se al castell.

## Guerra Civil
Durant la Guerra Civil Anglesa, el castell va canviar de propietari tres vegades, esdevenint finalment propietat dels parlamentaris el 1645. Quan Oliver Cromwell el va visitar el 1646 va ordenar el seu enderrocament parcial per evitar la seva utilització com a fortalesa militar. La seva torre rodona va ser atacada el 30 de març de 1647 i demolida.
La Great Castle House va ser construïda el 1673 a l'indret on s'aixecava l'antiga torre rodona, per Henry Somerset, 1r Duc de Beaufort.

## Actualitat
Del castell només resten alguns fragments del castell, entre ells la Gran Torre i parts de les muralles. Des del 1875 és la seu de les milícies del Royal Monmouthshire Royal Engineers, un dels regiments més antics del Territorial Army de l'exèrcit britànic. És un dels pocs castells britànics que continuen amb funcions militars.
El museu del Royal Monmouthshire Royal Engineers està situat als estables de la Great Castle House del castell. Conté exposicions sobre la història del regiment des del 1539 fins a l'actualitat.